# Immer wieder samstags
Immer wieder samstags (When Saturday Comes) ist ein Filmdrama der US-amerikanischen Regisseurin Maria Giese aus dem Jahre 1996, das im Sheffield, Großbritannien der 1990er-Jahre spielt. Der Film wurde in Sheffield und Rotherham vom 15. Januar bis zum 17. Februar 1995 gedreht.

## Handlung
Immer wieder samstags spielen die jungen Männer aus dem Arbeiterviertel in Sheffield, einer nordenglischen Industriestadt, auf dem örtlichen Fußballfeld. Nach dem Spiel gehen alle ins Vereinslokal, wo sie bei reichlich Bier noch einmal das Spiel durchgehen oder auch am Fernsehapparat mitverfolgen, wie der örtliche Erstligist an diesem Wochenende spielt.
Jimmy Muir ist ein trinkfester Arbeiter in einer örtlichen Brauerei, in der er seit seinem Schulabgang mit sechzehn arbeitet. Er ist Ende zwanzig, respektlos allem und jedem gegenüber, arrogant und von sich äußerst überzeugt und wohnt ebenso wie seine Schwester Mary und sein jüngerer Bruder Russel, welcher in einem Bergwerk arbeitet, noch daheim bei seinen Eltern in einem der typischen Backsteinreihenhäuser. Mit Russel teilt er sich ein Zimmer. Sein Verhältnis zum Vater, einem unzuverlässigen Trinker und Spieler, ist nicht gerade gut. Überall liegen und hängen Fußballsammelobjekte herum, da Fußball das Leben der Jungs beherrscht. Der jüngere Bruder sammelt sogar alte Fußballprogramme, die sein Vater eines Tages heimlich verkauft, um seine Sucht zu befriedigen. Ihr Hobby Fußball ist ihr Lichtblick in ihrem ereignislosen Alltagsleben, aus dem anscheinend kein Entrinnen möglich ist. Die beruflichen Möglichkeiten scheinen sich im Großen und Ganzen auf Brauerei- oder Bergarbeiter zu beschränken.
Als der gutaussehende Jimmy, der allgemein sehr gut bei den Frauen ankommt, Annie Doherty kennenlernt, die neu in die Brauerei kommt und in der Lohnbuchhaltung anfängt, geht er zwar mit ihr aus und erobert sie, im Grunde seines Herzens hat er aber nicht vor, sich oder sein Leben auch nur im Geringsten zu ändern.
Bei einem der samstägigen Fußballspiele mit seinem Pub-Team ist der örtliche Talentescout Ken Jackson anwesend und beobachtet speziell Jimmy. Er ist von dessen Spiel so angetan, dass er für ihn ein Vorspielen bei Sheffield United möglich macht. Beim ersten Training kommt Jimmy gut an, obwohl er laut Aussage des dortigen Trainers kein Teamspieler sei, sondern eher ein Einzelspieler. Es wird für den kommenden Samstag um elf Uhr noch einmal ein Termin vereinbart, wo er mit der Mannschaft neuerlich mittrainieren soll und wo der Einkäufer von Sheffield ihn auch noch begutachten und über einen Ankauf entscheiden soll.
Am Freitag davor verabredet er sich erst „sicherheitshalber“ nur mit seiner Freundin Annie, um mit ihr alleine den Abend zu verbringen und um ja nicht in Versuchung zu kommen, beim Saufgelage seiner Freunde mitzumachen. Es fällt ihm dann aber ein, dass sein bester Freund an diesem Tag Geburtstag hat (besser gesagt, sein netter Vater erinnert ihn genüsslich daran), er hält aber trotzdem erst einmal die Verabredung mit Annie ein, die mit ihm eine Wohnung besichtigen möchte. Er selber fühlt sich nicht sehr wohl mit dem Gedanken ans Zusammenziehen und eine zu enge Bindung. Sie „gesteht“ ihm bei der Besichtigung, dass sie ein Kind von ihm erwartet. Zuerst sagt er zwar, sie könne ja nichts dafür, läuft dann aber davon und geht in sein Stammlokal, wo alle Freunde schon feiern. Kurzfristig versucht er bei Cola zu bleiben, ist aber schwach genug, sich durch leichte Hänseleien umstimmen zu lassen, eine Runde würde schon gehen. Vergeblich versucht ihn sein jüngerer Bruder abzuhalten. Die Gemeinschaft mit den Freunden, das lockere Leben mit reichlich Trinkgelagen ist zu tief in ihm verwurzelt und er charakterlich noch zu wenig gefestigt, um dem widerstehen zu können.
Für das Geburtstagskind wurde eine Stripperin bestellt, von der die Jungs alle sehr angetan sind. Lieber als um das Geburtstagskind kümmert sie sich aber um Jimmy, der am nächsten Morgen verkatert bei ihr im Bett aufwacht und als er erkennt, wie spät es schon ist, förmlich aus Bett und Wohnung fliegt. Er verhaut seine große Chance und trifft keinen Ball, er versagt kläglich. Ken meint ihm gegenüber, dass er wie sein Vater geworden sei, dieser habe auch versagt und seine Chance nicht genutzt.
Annie hat von seinen nächtlichen Eskapaden erfahren und trennt sich von ihm, in der Woche darauf gibt der stets aufmüpfige Jimmy einem arroganten Vorgesetzten eine Ohrfeige und verliert daraufhin auch noch seinen Arbeitsplatz.
Er bekommt ein Vorstellungsgespräch für Arbeit in der Mine vermittelt. Als er auf dem Gelände erscheint werden gerade verunglückte Bergarbeiter geborgen. Darunter befindet sich auch sein toter Bruder.
Dieser Schicksalsschlag lässt ihn endlich erwachsen werden und er begreift schließlich, dass man sein Schicksal selber in die Hand nehmen muss, anstatt sich einfach treiben zu lassen, dass man Chancen nicht geschenkt bekommt, sondern sich diese zumeist hart erarbeiten muss. Er zieht von zu Hause aus, fängt an intensiv zu trainieren und erhält schließlich, von Ken vermittelt, eine zweite Chance fürs Vorspielen bei Sheffield United.
Zwischendurch schreibt er immer wieder Briefe an Annie, die zurückgeschickt werden, schaut bei ihrem Haus vorbei, wobei er von ihrer Mutter ständig abgewimmelt wird. Einmal gelingt es ihm Annie kurz auf der Straße zu sprechen. Beim Fußball nützt er diesmal seine zweite Chance, er brilliert beim Vorspielen und wird in den Kader aufgenommen, wo er zuerst monatelang auf der Ersatzbank sitzt. Auch Annie, um die er sich während all dieser Zeit ernsthaft bemüht hat, gibt ihm schließlich noch eine zweite Chance. Beim Match gegen Manchester United wird er endlich eingewechselt und ihm gelingt es, das entscheidende Tor zu schießen. Sein Kindertraum hat sich nun erfüllt.